# Cattedra di San Pietro

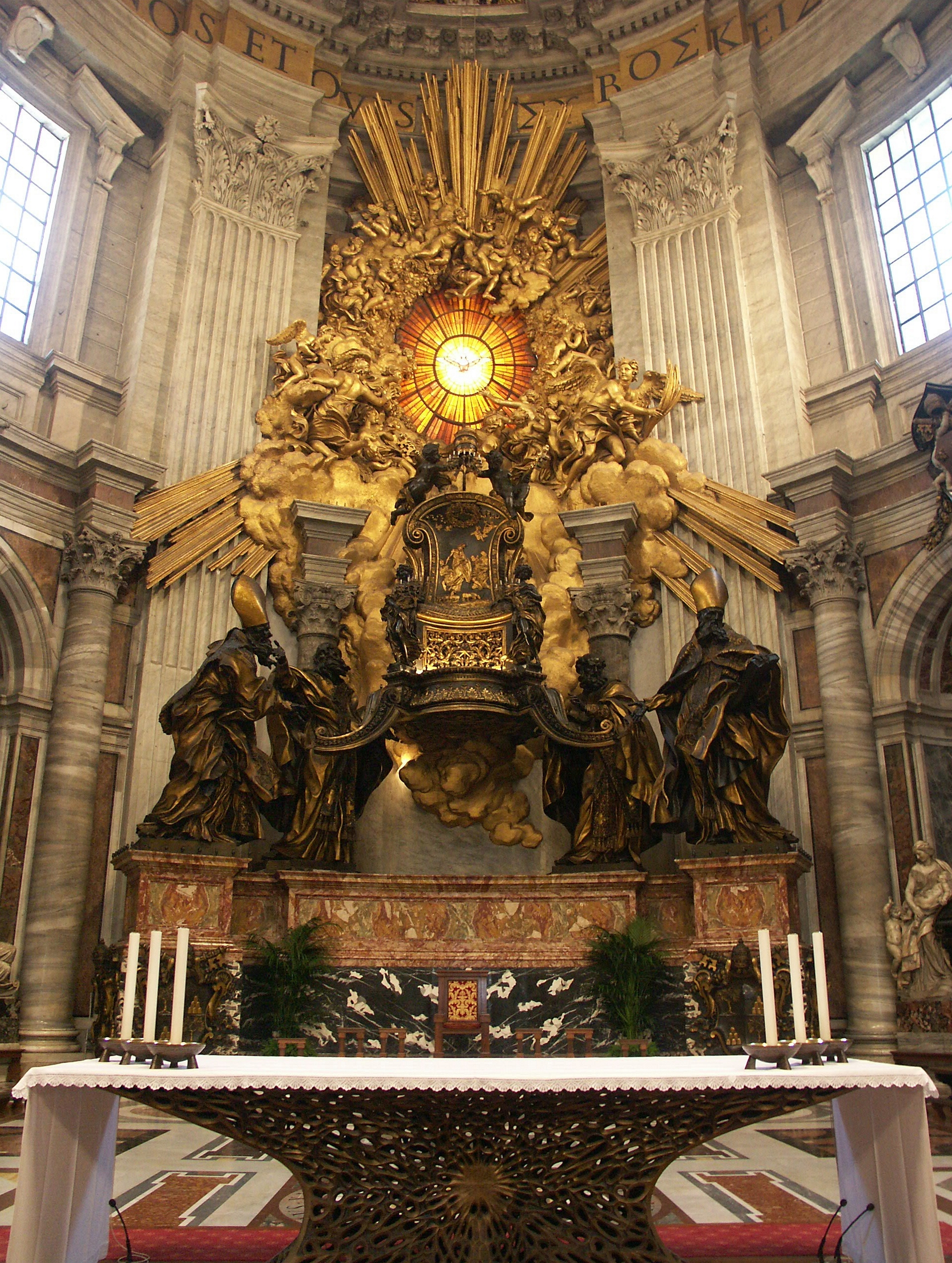
La cattedra di San Pietro sormontata dalla "Gloria"

La cattedra di San Pietro (in latino Cathedra Petri) è un trono ligneo, che la leggenda medioevale identifica con la cattedra vescovile appartenuta a san Pietro apostolo in quanto primo vescovo di Roma e papa. 
In realtà quello che si conserva è un manufatto del IX secolo, donato nell'875 dal re dei Franchi Carlo il Calvo a papa Giovanni VIII in occasione della sua discesa a Roma per la propria incoronazione a imperatore.

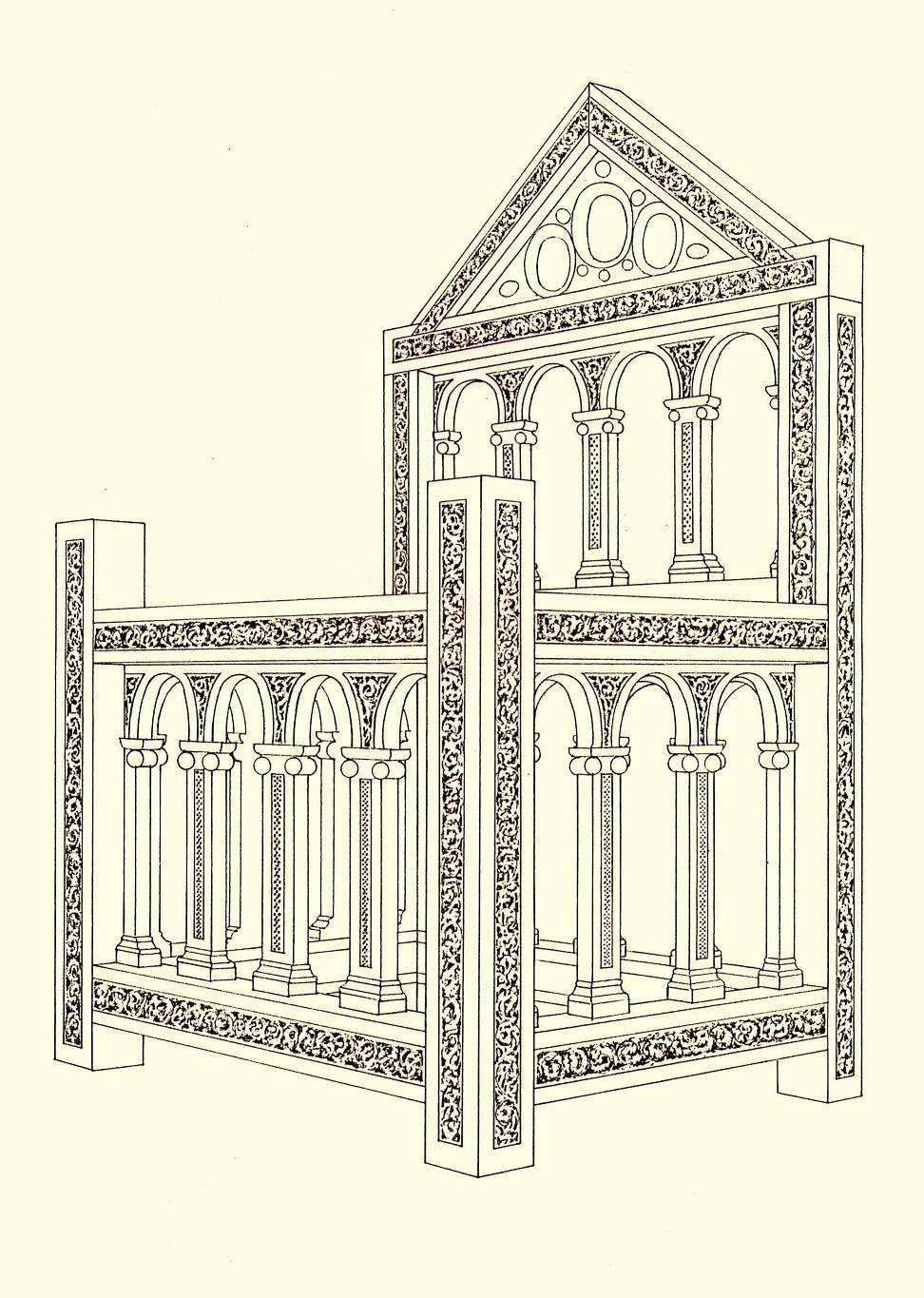
Il trono di Carlo il Calvo poi identificato con la cattedra di San Pietro

Viene conservato come reliquia nella basilica di San Pietro in Vaticano, all'interno di una grandiosa composizione barocca progettata da Gian Lorenzo Bernini e realizzata fra il 1656 e il 1665.
Una copia della cattedra di legno si trova inoltre esposta nel Museo storico artistico – Tesoro di San Pietro, con ingresso dall'interno della basilica.
Il nome "cattedra" deriva dal termine latino cathedra, che indica la cattedra vescovile (il seggio sul quale siede il vescovo).

## Descrizione

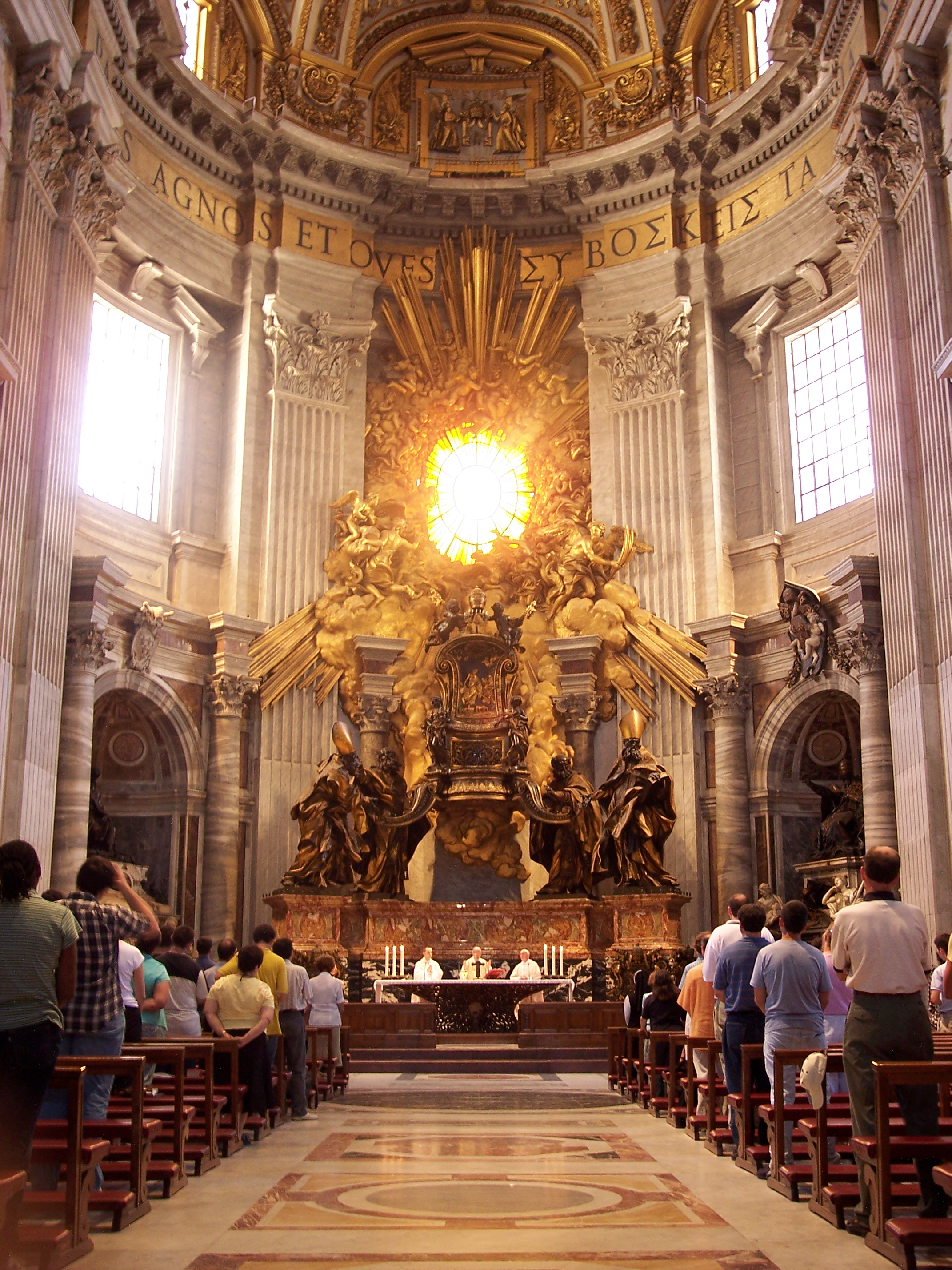
La Cathedra Petri vista dal presbiterio della Basilica Vaticana

L'opera del Bernini è collocata nell'abside di fondo della Basilica Vaticana, aggettante con effetto scenografico dalla cornice architettonica delle lesene. Al centro si trova il trono in bronzo dorato, al cui interno è situata la cattedra lignea vera e propria. Sullo schienale del seggio è rappresentato l'episodio in cui Cristo esorta Pietro con queste parole: «Pasci i miei agnelli» (Gv, 21,15-17).
Quattro colossali statue anch'esse in bronzo, raffiguranti quattro dottori della Chiesa (in primo piano sant'Agostino e sant'Ambrogio per la Chiesa latina e in secondo piano sant'Atanasio e san Giovanni Crisostomo per la Chiesa greca), sono rappresentate nell'atto di sorreggere la cattedra, che pare librarsi senza peso su nuvole di stucco dorato.

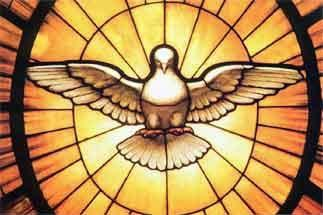
La colomba dello Spirito Santo nel finestrone che sormonta il trono

Sopra il trono, in una raggiera di stucchi dorati contornata da angeli, si trova un finestrone di fondo in alabastro raffigurante una colomba (l'apertura alare è di 162 cm), simbolo dello Spirito Santo il quale guida i successori di Pietro nel loro incarico. Essa costituisce l'unica vetrata colorata dell'intera basilica di San Pietro. 
Come l'Estasi di Santa Teresa d'Avila (1644-52) dello stesso Bernini, la cattedra di San Pietro può essere senza dubbio definita un capolavoro del Barocco, che fondendo insieme architettura, scultura e arti figurative dà luogo ad un'opera d'arte globale, rappresentazione scenografica di una visione fantastica. Spettacolari gli effetti della luce, soprattutto nel pomeriggio quando il sole scende dietro l'abside.

## Festa liturgica
La festa della cattedra di san Pietro, iscritta al calendario romano generale, risale al III secolo. Il Lexikon für Theologie und Kirche dice che questa festa ha avuto origine nel pasto celebrativo di un morto che era tradizionale tenere a Roma il 22 febbraio (Feralia), celebrazione simile al refrigerium che si usava tenere nelle catacombe.
Il Calendario di Filocalo del 354 e che ha avuto origine nel 311 indica come unica data della festa il 22 febbraio. Invece, nel Martirologio geronimiano, che nella sua attuale forma è del IX secolo, sono indicati due giorni di festa dedicati alla cattedra di san Pietro apostolo: il 18 gennaio e il 22 febbraio. Tutti i manoscritti di questo documento contengono un'aggiunta tardiva, secondo la quale la festa di febbraio celebrerebbe la cattedra di san Pietro ad Antiochia, per cui la festa di gennaio era associata invece con la funzione episcopale di san Pietro a Roma ed era trattata come la più importante.
La festa di gennaio è stata scelta nel 1908 come primo giorno dell'Ottavario di preghiera per l'unità dei cristiani, che concludeva con la festa della Conversione di san Paolo il 25 gennaio.
Nella revisione del calendario romano generale operata da papa Giovanni XXIII nel 1960, sono state abolite diverse feste considerate doppioni di altre. Nel caso delle due feste della cattedra di san Pietro, è stata conservata unicamente quella di febbraio, più antica. Perciò anche nell'edizione 1962 del Messale Romano, rimane soltanto la festa di febbraio. In ogni caso la Settimana di preghiera per l'unità dei cristiani continua ad essere celebrata negli stessi giorni del mese di gennaio, nonostante l'abolizione nel calendario romano della festa scelta come giorno iniziale. 
Nel rito ambrosiano invece la celebrazione unificata è fissata al 18 gennaio, in modo da distanziarla dalla Quaresima.

## Dottrina dellaCathedra Petri

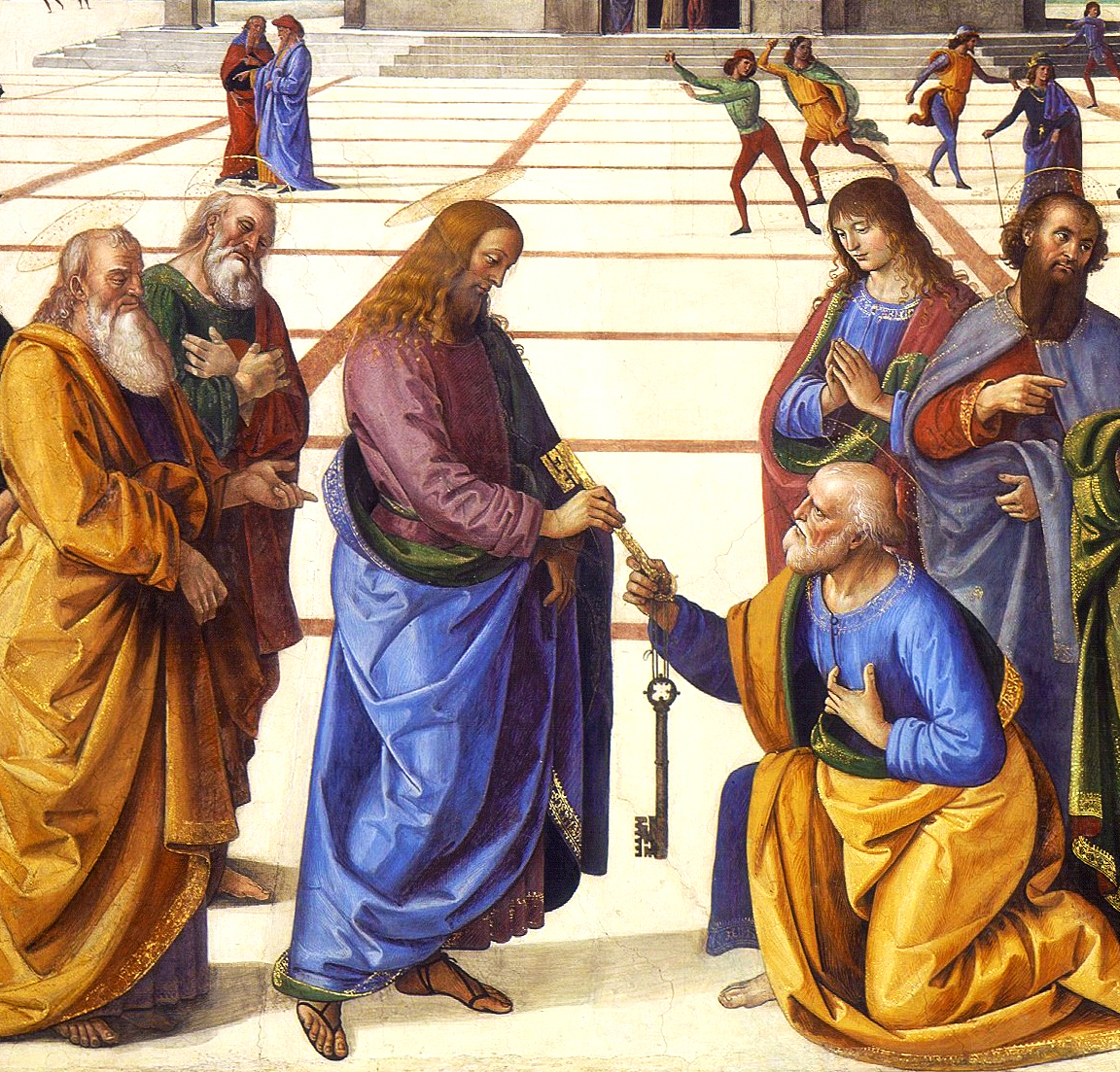
Gesù consegna a san Pietro le chiavi del regno

La cathedra Petri è anche il nome di una dottrina sviluppata a partire dal III secolo inerente alla successione e l'autorità dell'episcopato, concepito un tutt'uno affidato da Cristo a san Pietro e ai suoi successori romani; secondo i cattolici, egli ha esercitato subito il suo primato, attribuitogli da Cristo stesso.
Nei due secoli successivi essa si andò trasformando nella teoria organica del primato di Roma su tutte le chiese, dando luogo sia alla concreta rivendicazione della superiore autorità del papa e del suo diritto di intervento nei confronti degli altri vescovi, sia ad una "teologia del primato" che rimase a fondamento del potere spirituale e temporale della Chiesa di Roma nel Medioevo.